# Baarmoederslijmvlies

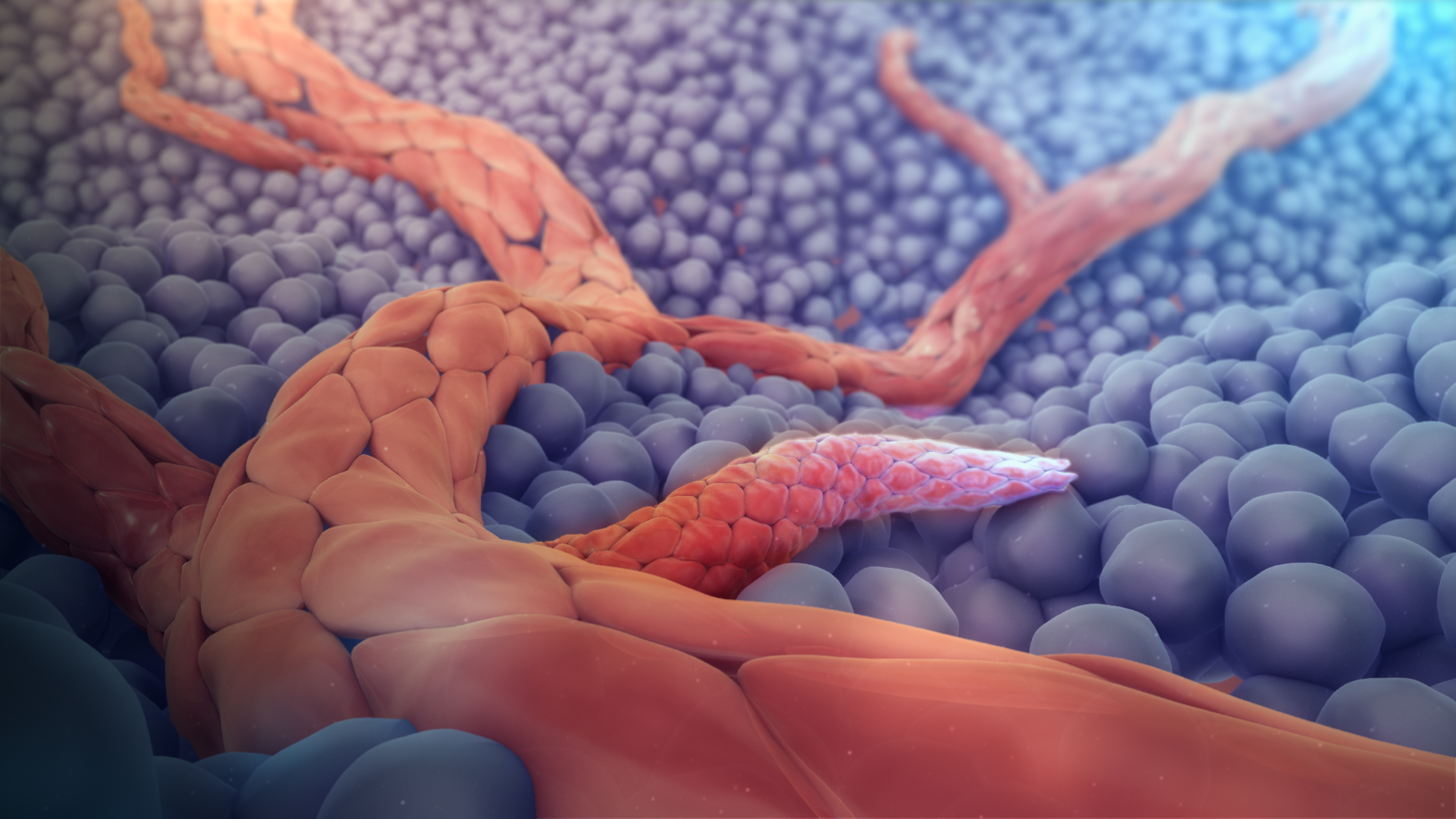
Angiogenese. Vorming van bloedvaten tijdens de zwangerschap

Het baarmoederslijmvlies of endometrium is de bedekkende laag van de binnenzijde van de baarmoeder.
Het baarmoederslijmvlies reageert sterk op de twee vrouwelijke hormonen: oestrogeen en progesteron. Onder invloed van oestrogeen wordt het dikker (proliferatieve fase), onder invloed van progesteron ontstaan er meer slijmkliertjes in (secretiefase), die de baarmoedermelk produceren. Dit is de fase waarin innesteling van een bevruchte eicel kan plaatsvinden, ook wel implantatie genoemd. Gebeurt dit niet, dan valt daarna de progesteronconcentratie terug en dan kan het nu dikke en uitgerijpte baarmoederslijmvlies niet meer intact blijven en treedt een menstruatie op. Bij de meeste zoogdieren wordt het baarmoederslijmvlies regelmatig, als er geen zwangerschap optreedt, deels afgestoten waarbij bloedvaatjes kapotgaan en een bloeding (de menstruatie) wordt veroorzaakt. Bij de mens gebeurt dat eenmaal per menstruatiecyclus van ongeveer 25 tot 35 dagen, maar bij verschillende diersoorten varieert de lengte van deze cyclus van een paar dagen tot een jaar. Echter heeft lang niet ieder zoogdier een menstruatie met bloedverlies bij uitblijven van de bevruchting.
Het baarmoederslijmvlies bestaat uit twee lagen:
- basale laag (lamina basalis): deze is altijd aanwezig.
- functionele laag (lamina functionalis): deze wordt afgestoten bij de menstruatie, en groeit weer aan vanuit de basale laag.

Het baarmoederslijmvlies bestaat uit stromale en epitheelcellen die gedurende de menstruatiecyclus in morfologie veranderen. Decidualisatie is de functionele en morfologische verandering van de stromale cellen. Dit proces wordt in gang gezet door een stijging van progesteron en is nodig voor een succesvolle innesteling van de eicel.
Endometriumweefsel zal na een geslaagde innesteling van een bevruchte eicel, samen met cellen afkomstig van de vrucht de placenta vormen.